# Vlag van Saarland

Vlag van Saarland

De vlag van Saarland is gebaseerd op de vlag van Duitsland en bestaat derhalve uit een zwart-rood-gele driekleur. In het midden van de vlag staat het wapen van Saarland. Hoewel de vlag een wapen toont, mag zij zowel door burgers als door de overheid van Saarland gebruikt worden (in tegenstelling tot bijvoorbeeld de vlag van Berlijn en de vlag van Sleeswijk-Holstein). De Saarlandse vlag heeft dus zowel de status van civiele vlag als die van Landesdienstflagge. De vlag is op 10 september 1956 officieel aangenomen.

## Geschiedenis
Het Saargebied werd gevormd door het Verdrag van Versailles (1919). Daar werd besloten dat het gebied tot Duitsland behoort, maar door Frankrijk namens de Volkenbond bestuurd zou worden. Op 28 juli 1920 werd besloten dat het gebied een blauw-wit-zwarte vlag zou gebruiken. Deze bleef in gebruik tot 1 maart 1935, toen het gebied weer onder Duits bestuur kwam. De vlag werd vrijwel alleen door de overheid gebruikt, omdat zij verre van populair was. Men gebruikte liever de Duitse vlag. In 1935 nam men geen nieuwe vlag aan, omdat de nazi's een centralistisch bestuur voerden.
In de tijd dat het Saargebied een Frans protectoraat was (Protectoraat Saarland 1949-1957), werd een vlag met een wit Scandinavisch Kruis gebruikt. Links van de verticale balk van het kruis staan blauwe vierkanten, rechts ervan rode vlakken. De kleuren zijn afgeleid van de kleuren van de Franse vlag.
| Vexillologisch symbool voor een buiten gebruik gestelde vlag | Vexillologisch symbool voor een buiten gebruik gestelde vlag |

### Aanname van de huidige vlag
De Duitse kleuren van de huidige vlag van Saarland zijn in de jaren vijftig gekozen om aan te tonen dat Saarland tot Duitsland behoort. Na de Tweede Wereldoorlog werd Saarland namelijk het Protectoraat Saarland en werd onder Frans bestuur geplaatst. In 1954 boden Frankrijk en Duitsland aan om het gebied onafhankelijk te laten worden, hetgeen echter afgewezen werd in een referendum. In 1956 werd door het Saarverdrag gesteld dat Saarland toestemming moest krijgen om zich bij de Bondsrepubliek Duitsland aan te sluiten, hetgeen gebeurde op 1 januari 1957. Op 9 juli 1956 werd de huidige vlag aangenomen.
Rijksstad Aken · Anhalt · Baden · Bataafse Republiek · Koninkrijk der Beide Siciliën · Koninkrijk Beieren · Groothertogdom Berg · Hertogdom Bourgondië · Brunswijk · Cornwall · Koninkrijk Dalmatië · Vrije Stad Danzig · Duitse Democratische Republiek · Duitse Rijk · Deutschösterreich · Engelse Gemenebest · Koninkrijk Etrurië · Vrijstaat Fiume · Republiek Gumuljina · Koninkrijk Hannover · Hanze · Heilige Roomse Rijk · Herceg-Bosna · Hessen-Darmstadt · Hessen-Kassel · Hessen-Homburg · Volksstaat Hessen · Idel-Oeral Staat · Joegoslavië · Kerkelijke Staat · Koeban · Koerland · Republiek Krakau · Lucca · Prinsbisdom Luik · Luikse Republiek · Mecklenburg-Schwerin · Mecklenburg-Strelitz · Memelland · Midden-Litouwen · Nazi-Duitsland · Neutraal Moresnet · Occitanië · Oldenburg · Oost-Roemelië · Oostenrijk-Hongarije · Ottomaanse Rijk · Parthenopeïsche Republiek · Pommeren · Pruisen · Republiek Ragusa · Reuss jongere linie · Reuss oudere linie · Volksstaat Reuss · Rijnprovincie · Protectoraat Saarland · Saksen · Saksen-Altenburg · Saksen-Coburg en Gotha · Saksen-Hildburghausen · Saksen-Meiningen · Savoie · Servië en Montenegro · Sovjet-Unie · Transkaukasische Socialistische Federatieve Sovjetrepubliek · Tsjecho-Slowakije · Unie van Kalmar · Republiek Venetië · Waldeck-Pyrmont · Westfalen · Weimarrepubliek · Württemberg ·  Republiek der Zeven Verenigde Nederlanden (1572-1795) · Republiek der Zeven Verenigde Nederlanden (1650-1795)